# Bakool

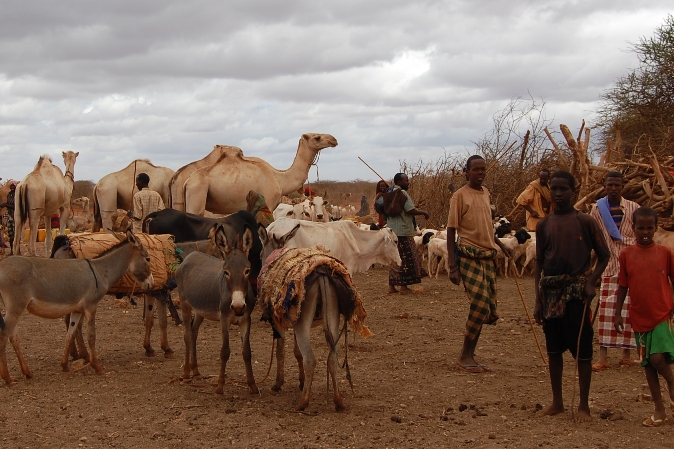
Gent amb animals prop d'un pou d'aigua a Bakool

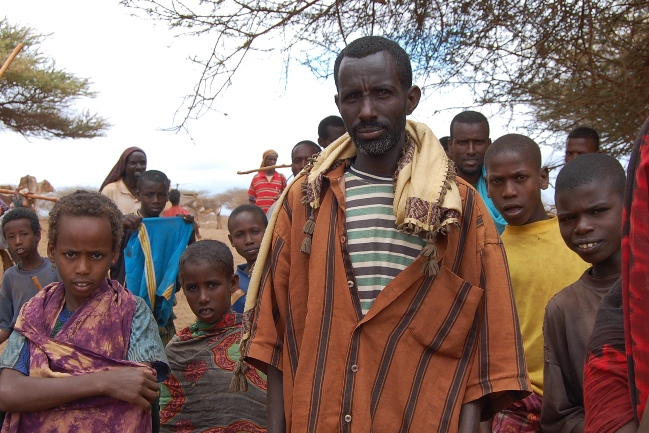
Persones a Bakool

Bakool (Bakol) és una regió (gobolka) de Somàlia, al sud-oest del país. La capital és Xuddur. Limita amb Etiòpia al nord; Hiiraan a l'est; Bay (Somàlia) al sud; i Gedo a l'oest. La seva població estimada (vers 1990) era de 226.000 (148.700 el 1980), i és de 358.000 el 2008 i la superfície de 27.000 km².

## Història
La regió fou creada el 1982 i abans era part de la província de Banaadir.
El 1988 es va formar el Moviment Democràtic Somali (MDS) de base digil-mirifle (Reewin o Rahanweyn). El 1990 es va iniciar la guerra civil i l'exèrcit de Siad Barre hi va exèrcit certa repressió, i abusos durant la retirada i van assolar la regió però el MDS amb les seves milícies se'n va assegurar el control; després els seguidors de Barre van tornar i van recuperar part de Bakool l'estiu del 1991; a partir del 1992 els partidaris de Barre van cremar collites i pobles, van saquejar i matar gent i van desestructurar l'economia i es va produir una epidèmia de fam que va matar tres-centes mil persones. En ajut d'una facció del MSD va venir la milícia de Muhammad Fara Hassan, àlies Aydid, del Congrés de la Somàlia Unificada, que va actuar com a país ocupat.
Amb la intervenció de l'ONU es va recuperar la tranquil·litat i l'abril de 1992 les dues faccions del MDS es van reconciliar dominant la regió al sortir els fidels de Barre, i el 7 de març de 1993 es va fer una conferència de reunificació a Baidoa (a la regió de Bay). El març de 1995 l'ONU es va retirar de Somàlia.
El setembre de 1995 la milícia del clan habar gedir del general Muhammad Fara Hassan, àlies Aydid, va tornar i va ocupar tot el territori dels districtes de Bay i Bakool. Llavors es va formar l'Exèrcit de Resistència Rahanweyn (ERR) liderat pel general Hasan Muhammad Nur àlies Shargudud. Amb ajut etíop l'Exèrcit de Resistència Rahanweyn va derrotar les forces d'Aydin a la batalla d'Huddur i va entrar a Baidoa el 6 de juny de 1999.
El desembre de 1999 es va establir una administració autònoma de les regions de Bay i Bakool. Al procés d'Arta (Djibouti) el 2000, l'ERR no hi va assistir. L'estat autònom de Somàlia del Sud-oest va quedar establert l'1 d'abril del 2002. Van esclatar conflictes en el si de l'ERR i els lloctinents de Shargudud, Sheikh Aden Madobe i Mohamed Ibrahim Habsade, es van revoltar i van ocupar Baidoa el 3 d'octubre del 2002; el 14 de desembre Shargudud, que conservava fortes posicions a Bay i Bokol, la va recuperar però es va haver de retirar el 16 de desembre. El 23 de setembre de 2003 Madobe i Shargudud es van reconciliar i van participar en el segon govern de transició (on foren els dos ministres), però el març del 2005 Habsade els va expulsar i va prendre el poder a la ciutat i rodalia, mentre Shargudud mantingué una base de poder a bona part dels dos districtes, fins que a finals de l'any la Unió de Corts Islàmiques de Somàlia va prendre el poder. En foren expulsats pels etíops en la invasió de finals del 2006, per compte del Govern Federal de Transició, però a la segona meitat del 2007 l'Aliança pel Nou Alliberament de Somàlia hi va començar a penetrar i a la primavera del 2008 dominava la regió.

## Districtes
Els cinc districtes originals en què es va dividir foren: 
- Xuddur
- Tayeegloow
- Wajid
- Ceelbarde
- Yeed

Després s'hi van afegir:
- Dolandoole
- Rabdhuure

## Clans
Més de la meitat de la població pertany als clans Rahanweyn (Digil i mirifle).
Els subclans mirifle són:
- Siyeed
  - Boqolhore (Disoow, Qoomaal, Eemid i Yalaale)
  - Macaliweyne
  - Jiroon
  - Reer Dumaal
  - Wanjaal
  - Asharaaf Sarmaan
  - Leysan
  - Hariin
  - Haroow
  - Garwaale
- Sagaal
  - Hadame
  - Gelidle
  - Jilible
  - Luwaay

I el principal subclan digil és el Garre
Els clans que no fan part de la confederació de clans rahanweyn són:
- Darod
  - Warsangeli
  - Marehan
  - Ogadeni
- dir
  - Gaadsan
- Hawiye
  - Jajeele
  - Gaaljecel